# Атіла білоокий
Аті́ла білоокий (Attila bolivianus) — вид горобцеподібних птахів родини тиранових (Tyrannidae). Мешкає в Південній Америці.

## Опис
Довжина птаха становить 19-22 см, вага 40-45 г. Верхня частина тіла рудувато-коричнева. Тім'я сірувате, гузка і хвіст яскраво-руді. крила чорнуваті. Нижня частина тіла руда, живіт білуватий. Очі білі, дзьоб роговий. Виду не притаманний статевий диморфізм.

## Підвиди
Виділяють два підвиди:
- A. b. nattereri Pinto, 1935 — південний схід Амазонасу (Колумбія), північний схід Лорето (Перу), центральна Бразилія (долина Амазонки) і на схід від лівого берега Мадейри);
- A. b. bolivianus (Vieillot, 1819) — південно-західна Бразилія (Амазонас, Рондонія і Мату-Гросу) і північна Болівія.

## Поширення і екологія
Білоокі атіли мешкають в Колумбії, Перу, Бразилії і Болівії; двічі були зафіксовані в Еквадорі. Вони живуть у варзейських і галерейних лісах та на болотах. Зустрічаються на висоті до 300 м над рівнем моря. Живляться переважно безхребетними, доповнюють раціон плодами.